# Zadąbrów
Zadąbrów – przysiółek wsi Głogów w Polsce, położony w województwie mazowieckim, w powiecie przysuskim, w gminie Wieniawa.
Prywatna wieś szlachecka Zadąbrowie, położona była w drugiej połowie XVI wieku w powiecie radomskim województwa sandomierskiego. W latach 1975–1998 przysiółek administracyjnie należał do województwa radomskiego.
Wierni Kościoła rzymskokatolickiego należą do parafii św. Jana Chrzciciela i św. Stanisława Kostki w Mniszku.